# Scotland Forever!

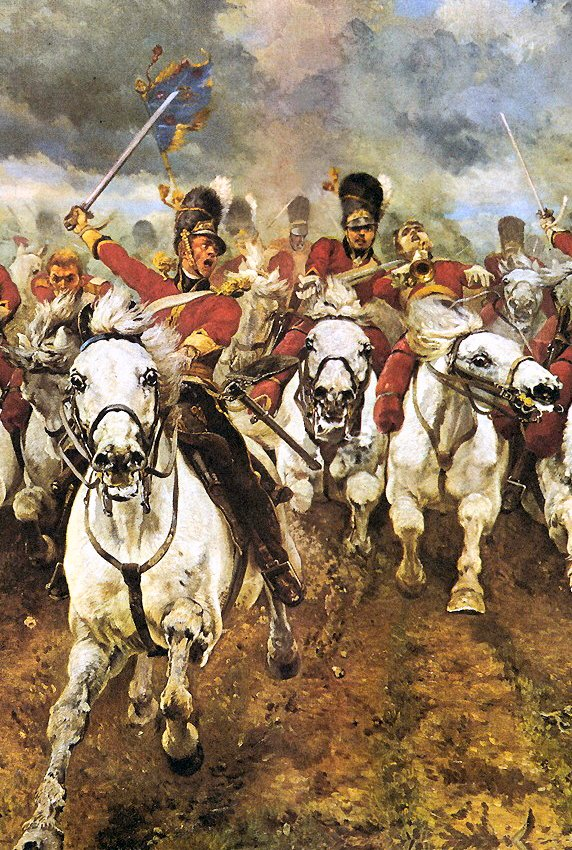
Środkowa część obrazu

Scotland Forever! – obraz olejny namalowany przez brytyjską malarkę Elizabeth Thompson w 1881 roku, znajdujący się w zbiorach Leeds Art Gallery w angielskim mieście Leeds. 
Dzieło przedstawia początek szarży Royal Scots Greys, brytyjskiego pułku ciężkiej jazdy, który szarżował wraz z innymi brytyjskimi kawaleryjskimi oddziałami, w czasie bitwy pod Waterloo 18 czerwca 1815 roku. Obraz był wielokrotnie reprodukowany i jest uważany za ikoniczne przedstawienie samej bitwy i bohaterstwa w szerszym ujęciu.

## Opis
Elizabeth Thompson zainspirowała się do namalowania tego obrazu jako odpowiedzią na estetyczne obrazy, które zobaczyła – i których bardzo nie lubiła – podczas wizyty w galerii sztuki Grosvenor Gallery w Londynie. Zyskała reputację dzięki swoim obrazom o tematyce wojskowej po pozytywnym przyjęciu jej wcześniejszego obrazu The Roll Call z 1874 roku, na temat wojny krymskiej i obrazu z 1879 roku Remnants of an Army, przedstawiającego odwrót z Kabulu w 1842 roku, podczas I wojny brytyjsko-afgańskiej.
Chociaż Thompson nigdy nie obserwowała bitwy, pozwolono jej obserwować pułk swojego męża Williama Francisa Butlera podczas manewrów, ustawiając się przed szarżującymi końmi, aby obserwować ich ruch. W rzeczywistości jednak wydaje się, że Royal Scots Greys nie rozpoczęli szarży galopem z powodu nierównego terenu, lecz zamiast tego posuwali się szybkim stępem. Konie, które dominują na obrazie, to ciężkie siwe wierzchowce, rzekomo używane przez pułk przez całą jego historię aż do mechanizacji, chociaż pod Waterloo (i wcześniej) wydaje się, że mieli kasztanowate konie, podobnie jak inne pułki ciężkiej jazdy, a nazwa „greys” w rzeczywistości pochodzi od szarych mundurów, które pułk nosił na początku XVIII wieku. Czapki z niedźwiedziej skóry były zakryte podczas rzeczywistej bitwy czarnymi pokrowcami z olejoodpornej skóry. Tytuł obrazu pochodzi od okrzyku bojowego żołnierzy, którzy szarżując, wykrzykiwali: „Now, my boys, Scotland forever!”. Płótno wystawiono w Egyptian Hall na ulicy Piccadilly w Londynie w 1881 roku. W 1888 roku pułkownik Thomas Walter Harding podarował obraz Leeds Art Gallery.
Prowadzącym jeźdźcem jest prawdopodobnie albo podpułkownik James Hamilton, który poprowadził pierwszą szarżę, ale zginął w drugiej, lub kapitan Edward Cheney, którego koń został postrzelony pięć razy w bitwie, raz podczas każdej szarży, który awansował na brevet pułkownika z powodu śmierci Hamiltona oraz sir Williama Ponsonby’ego i poprowadził trzecią, czwartą oraz piątą szarżę. Obraz nie jest portretem żadnego z nich.

## Film
Scena przedstawiona na obrazie, stała się inspiracją do przedstawienia tej samej szarży w sowiecko-włoskim filmie Waterloo (1970).